# Lista de instalações da Amazon.com
A sede global da Amazon.com encontra-se em 14 edifícios na cidade de Seattle, mais precisamente no bairro South Lake Union,  a maioria dos edifícios (11) foram adquiridos da Vulcan, Inc., em 2012 pelo valor de 1,16 bilhões de dólares. Anteriormente a sede situava-se em espaço alugado dentro do Pacific Medical Center, também em Seattle, mais precisamente em Beacon Hill, no período de 1998 a 2011.
Atualmente a Amazon.com está construindo em Seattle um novo complexo de três torres para ser sua sede. A primeira das torres, renomeada de Doppler, foi aprovada pela cidade de Seattle em 2012, e a construção começou no ano seguinte, sendo inaugurada em 14 de dezembro de 2015. A segunda torre renomeada de Day One está em estágio avançado de construção. As duas tiveram projeto arquitetônico, realizados por uma firma local NBBJ. Ambas apelidadas de "Rufus 2.0", em homenagem a um cão que fazia parte da empresa em seus primeiros dias e, veio a falecer.
A sede européia está na capital de Luxemburgo, Cidade do Luxemburgo. 

## Centros de desenvolvimento de software
Embora grande parte do desenvolvimento de software da Amazon.com ocorra em Seattle, a empresa emprega desenvolvedores de software em centros em todo o mundo. Alguns destes sites são executados por uma subsidiária da Amazon chamada de A2Z Development.

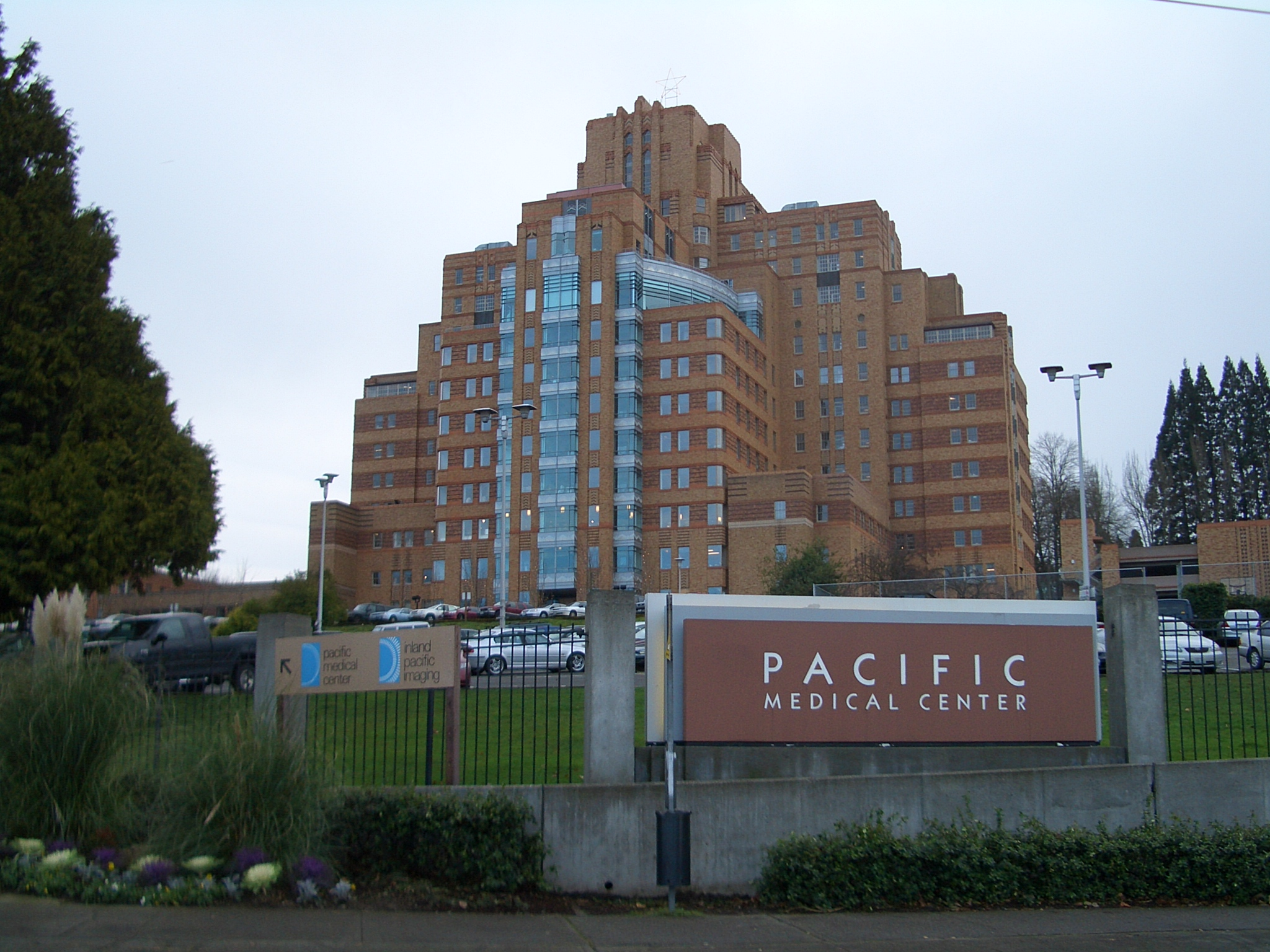
Antiga locação da Amazon.com, em Pacific Medical Center, no bairro de Beacon Hill, Seattle

- América do Norte
  - Estados Unidos: Austin;[13] Cambridge; Herndon; Irvine; Charleston; Cupertino;[12] Condado de Orange; São Francisco; San Luis Obispo; Minneapolis; Seattle; Nova Iorque; Tempe e, Detroit.
  - Canadá: Vancouver; Toronto; e Mississauga.

- América do Sul
  - Brasil: São Paulo

- Europa
  - Áustria: Graz[14]
  - Luxemburgo: Luxemburgo
  - Alemanha: Berlim e Dresden[15]
  - Irlanda: Dublin
  - Holanda: Haia
  - Polônia: Gdańsk[16]
  - Romênia: Iaşi
  - Espanha: Madrid[17]
  - Reino Unido: Londres (Inglaterra), Cambridge (Inglaterra), Dunfermline (Escócia) e Edimburgo (Escócia)

- Ásia
  - Índia: Bangalore , Chennai , Hyderabad e Gurgaon
  - Israel: Tel Aviv
  - Japão: Toquio
  - China: Pequim

- África
  - África do Sul: Cidade do Cabo

## Logística
Centros de atendimento estão localizados em cidades de vários países (EUA, Canada, México, Reino Unido, França, Alemanha, Polônia, Itália, Eslováquia, Espanha, Japão, China e, Índia), muitas vezes perto de aeroportos. Centros de atendimento da Amazon também podem fornecer logística para vendedores terceiros, por uma taxa extra. Vendedores terceiros podem usar logística da Amazon (ou FBA Fulfillment by Amazon), para vender em outras plataformas, como, eBay ou seus próprios sites.

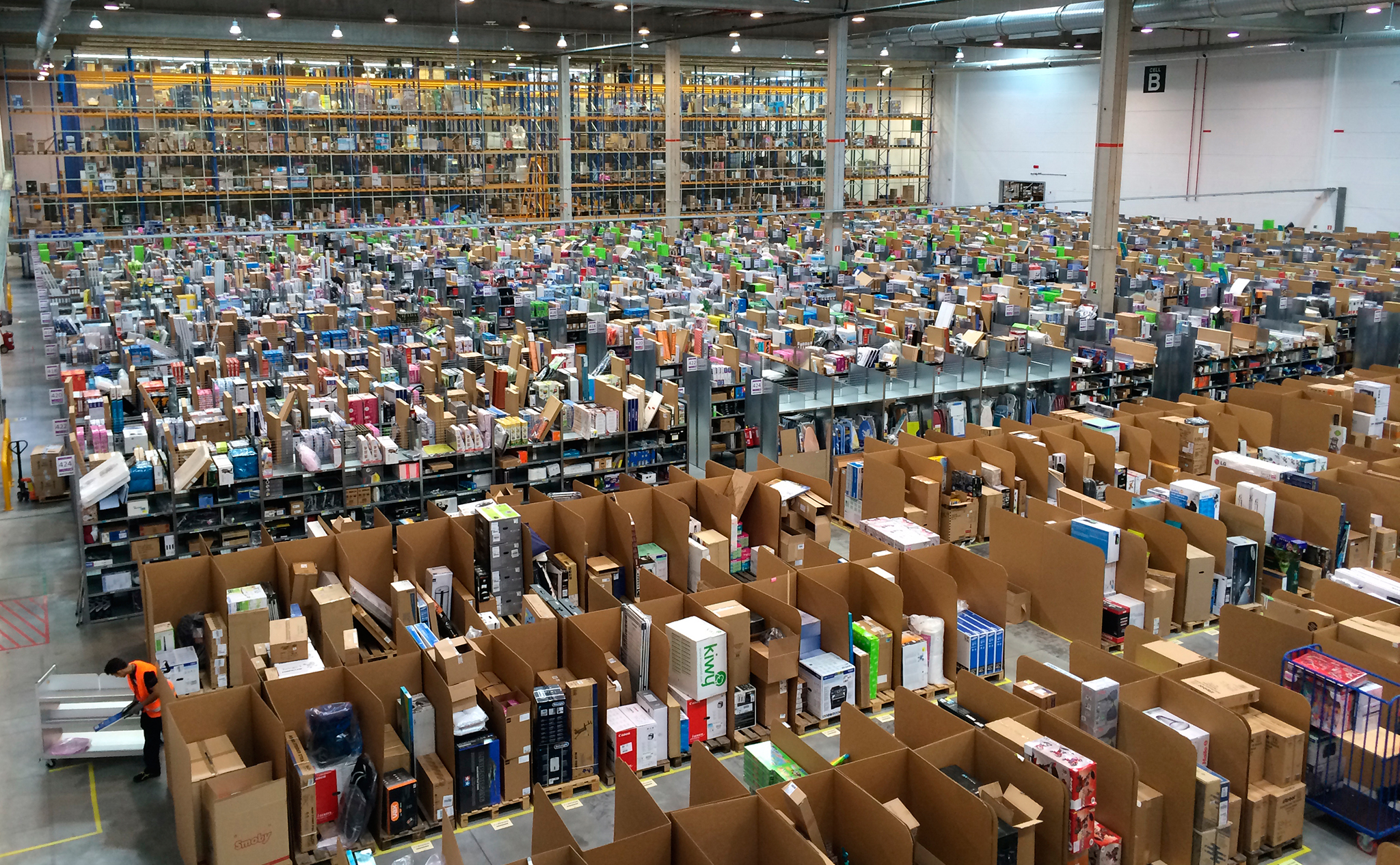
Centro de logística em Madrid

Os armazéns são grandes e cada um tem centenas de funcionários. Os funcionários são responsáveis por quatro tarefas básicas: desembalagem e inspeção de mercadorias; alocação das mercadorias e registro de sua localização; colheita de bens para fazer uma remessa individual; e envio. Um computador que registra a localização dos produtos e mapeia as rotas para os catadores desempenha um papel fundamental: os funcionários levam computadores portáteis que se comunicam com o computador central e monitoram sua taxa de progresso.
No Reino Unido inicialmente a logística, foi fornecida pela Randstad Holding e outras agências de trabalho temporário. Alguns trabalhadores são aceitos como empregados da Amazon.com, outros são demitidos. 

## Outros
- Audible.com sede em Newark, Nova Jérsia.
- Zappos.com sede em Las Vegas.
- Woot sede em Carrollton, Texas.

## Encerrados
Estes centros de distribuição nos EUA foram fechados: Centro de Distribuição Seattle, localizado em Georgetown, ao sul do centro de Seattle; Red Rock, Nevada; Chambersburg, Pensilvânia; Munster, Indiana; e McDonough, Geórgia. De 2000 até fevereiro de 2001, houve um serviço ao cliente Amazon com sede em Haia, Holanda.